# Sphinx maurorum
Sphinx maurorum ist ein Schmetterling (Nachtfalter) aus der Familie der Schwärmer (Sphingidae). In Südwesteuropa verdrängt die Art zunehmend den nahe verwandten und sehr ähnlichen Kiefernschwärmer (Sphinx pinastri). S. maurorum wurde früher als Unterart von S. pinastri betrachtet.

## Merkmale

### Falter
Die Falter erreichen eine Flügelspannweite von 70 bis 80 Millimetern. Die erste Generation kann praktisch äußerlich nicht vom Kiefernschwärmer unterschieden werden: Die recht einheitliche Grundfärbung des Rumpfes und der Flügel variiert zwischen dunkelbraun und cremefarben, meistens sind die Tiere allerdings in verschiedenen Grautönen gefärbt. Etwa zwischen den Flügeldritteln verlaufen mehr oder weniger deutlich erkennbare, dunkelbraune Bänder, die meist in der Nähe des Vorderflügelrandes kräftig gefärbt sind. Diese zwei Bänder können in Extremfällen entweder fehlen, oder so stark ausgeprägt sein, dass sie breit und durchgehend sind. Zwischen den beiden Bändern etwa in der Mitte der Vorderflügel befinden sich drei charakteristische, kurze, dunkle Längsstriche. Die Hinterflügel sind einfärbig braungrau gefärbt, wobei der Ansatz etwas heller gefärbt ist. An den Seiten des Thorax verläuft je ein breites dunkles Band. Der Hinterleib trägt in der Mitte einen feinen dunklen Längsstrich und an den Seiten ist jedes Segment vorn hell und hinten dunkel gefärbt. Die zweite Generation ist häufig deutlich blasser gefärbt und kann so vom Kiefernschwärmer unterschieden werden.

### Raupen
Die Raupen erreichen eine Körperlänge von 75 bis 80 Millimetern. Sie sind nach dem Schlupf etwa sechs Millimeter lang und matt blassgelb gefärbt. Die Beine, Bauchbeine und das am Ende gespaltene Analhorn sind schwarz. Der proportional große Kopf ist mahagonibraun und trägt zwei schräg angeordnete schwarze Streifen. Mit dem Fressen an den Nadeln verfärbt sich die Raupe olivgrün; nach der ersten Häutung besitzt der Körper auf jeder Seite drei cremefarben-hellgelb gefärbte Längslinien, wobei die untersten an den Seiten am breitesten sind. Der Kopf, der noch immer überproportional groß ist, ist etwas blasser grün gefärbt als der Körper; die zwei schrägen, schwarzen Streifen bilden ein umgekehrtes „V“, das nach außen weiß gerandet sein kann. Das Analhorn und die Thorakalbeine sind schwarz, jedes Bauchbein trägt einen schwarzen Punkt.
Während der folgenden zwei Häutungen werden die Längslinien entlang des Hinterleibs breiter und kräftiger gelb, das Analhorn und die Beine färben sich weinrot. Gegen Ende des vierten Stadiums wird die grüne Körperfarbe mit weißen Flecken durchsetzt und das schwarze „V“ am Kopf kann sich rotbraun färben. Nach und nach bilden sich dicht aneinander liegende, etwas vertiefte, dunkle Querringe am Hinterleib aus, die charakteristisch für das letzte Stadium sind. In diesem sehen die Raupen denen des Kiefernschwärmers sehr ähnlich und haben neben den Querringen ebenso einen grünen Körper mit einem breit braun gefärbten Rücken. Die gelben Längslinien sind nun unterbrochen und als Fleckenreihe ausgebildet. Zwischen diesen hellen Flecken liegt jeweils am Ende eines jeden Segments ein rechteckiger dunkler Fleck.
Bereits kurze Zeit nach der letzten Häutung weicht das Grün einer braungrauen Färbung. Durch das zusätzliche Braun an den Seiten wird das braune Rückenband undeutlich. Das schmale, leicht gekrümmte Analhorn ist dann schwarz, der Kopf ist ockerfarben mit einer braunen Partie, insbesondere im unteren Bereich. Das schwarze „V“ am Kopf verschwindet, dafür bilden sich schwarze Backen aus. Der Übergang zwischen Kopf und Thorax ist schwarz. Dieser Bereich wird bei Bedrohung gezeigt und soll vermutlich die Giftigkeit der an dieser Stelle schwarz behaarten Raupen des Kiefernspinners (Dendrolimus pini) imitieren (Mimikry). Der Rückenschild am ersten Hinterleibssegment zeigt gelbe und schwarze Binden, die Stigmen sind orange. Kurz vor der Verpuppung dunkelt die Körperfarbe aus und bekommt einen ölig schimmernden Glanz.

### Ähnliche Arten
Vom sehr ähnlichen Kiefernschwärmer können die Männchen von S. maurorum nur aufgrund der deutlich unterschiedlichen Form der Genitalien unterschieden werden.

## Vorkommen

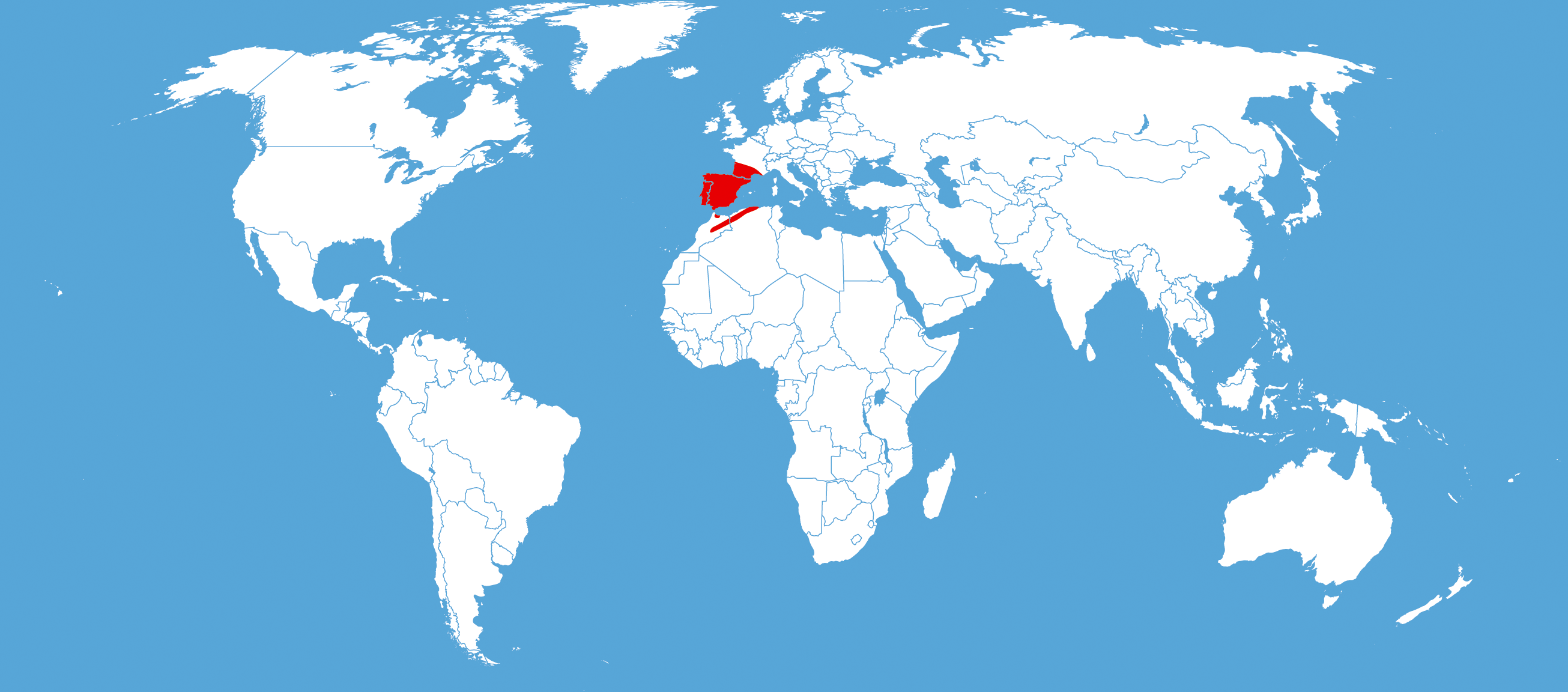
Verbreitung von Sphinx maurorum

Die Tiere kommen auf der Iberischen Halbinsel, bis in den Süden und Westen Frankreichs und im Atlas und Rif in Nordafrika vor. Da sie trockene Kiefernwälder in den hohen Lagen bis etwa 2.000 Meter bevorzugen, findet man sie dort nur im Gebirge. Auf der Iberischen Halbinsel und im Südwesten Frankreichs hat die Art gegen Ende des 20. Jahrhunderts zunehmend den Kiefernschwärmer verdrängt, sodass S. pinastri mittlerweile nur noch im Norden und Osten Frankreichs vorkommt. Im Überschneidungsgebiet wie etwa um Toulon finden sich Hybriden zwischen den beiden Arten. Das Verbreitungsgebiet erstreckt sich im Norden bis zum Département Corrèze.

## Lebensweise
Über die Lebensweise der Imagines ist nichts bekannt, außer dass sie trockene Kiefernwälder bevorzugen. Die Weibchen legen etwa 100 ihrer Eier einzeln, nahe beieinander auf den Nadeln von jungen Trieben der Raupennahrungspflanzen ab. Bevorzugt werden dabei meist einzeln stehende Bäume oder solche, die in kleinen isolierten Gruppen wachsen. Die Eier sind mit 2,1 mal 1,75 Millimetern relativ groß, dünnwandig und haben anfangs eine blassgelbe Färbung, die sich nach einigen Tagen an einem Ende zu rötlichbraun verfärbt. Vor dem Schlupf ist der dunkle Kopf der Raupe durch die dann transparente Eihülle erkennbar. Nach etwa 10 Tagen schlüpfen die Raupen. Zunächst frisst die Raupe einen Teil der Eischale, bevor sie an die Nadeln geht. Nach der ersten Häutung sitzen die Tiere längs einer einzelnen Nadel und fressen zunächst nur an der Oberfläche. Junge Nadeln und Triebe werden wegen des Harzes gemieden. Später wird mit zunehmender Größe eine Nadel zwischen den Beinen gehalten und von der Spitze nach unten gefressen. Die Raupen sind zu jeder Zeit ihres Lebens perfekt getarnt. Die jungen, grünen Tiere sitzen auf den Nadeln, die älteren, braunen auf einem ebenso gefärbten Zweig. Die Puppe ist der des Kiefernschwärmers sehr ähnlich, besitzt aber eine kleinere Rüsselscheide. Die Tiere überwintern als Puppe, gelegentlich überliegen sie auch zwei oder drei Jahre, insbesondere nach langen Wintern bzw. kühlen Frühjahren.

### Spezialisierte Feinde
Die Raupenfliege Drino atropivora ist als Parasitoid bei Sphinx maurorum bekannt.

### Flug- und Raupenzeiten
Die Falter fliegen meistens in nur einer Generation pro Jahr von Mitte Juli bis Anfang August. Gelegentlich werden aber auch zwei Generationen ausgebildet, die im Mai und Juni und im August fliegen. Sehr selten findet man einzelne Individuen ab Anfang April bzw. bis Mitte September.

### Nahrung der Raupen
Die Raupen ernähren sich von Kiefern (Pinus), insbesondere von Aleppo-Kiefer (Pinus halepensis) und See-Kiefer (Pinus pinaster). Selten findet man sie auch an Zedern (Cedrus).